# Riziculture en Italie
 (octobre 2011).
Si vous disposez d'ouvrages ou d'articles de référence ou si vous connaissez des sites web de qualité traitant du thème abordé ici, merci de compléter l'article en donnant les références utiles à sa vérifiabilité et en les liant à la section « Notes et références ».
La riziculture en Italie est essentiellement concentrée dans la plaine du Pô et, dans une moindre mesure, dans les provinces de Ferrare, Vérone et Mantoue et en Sardaigne. Elle regroupe 5 000 producteurs sur 120 000 hectares de rizières irriguées et représente une production annuelle de 1 440 000 tonnes, soit 60 % de la production européenne. Les prix du riz italien sont fixés par la bourse de Verceil.

## Caractéristiques

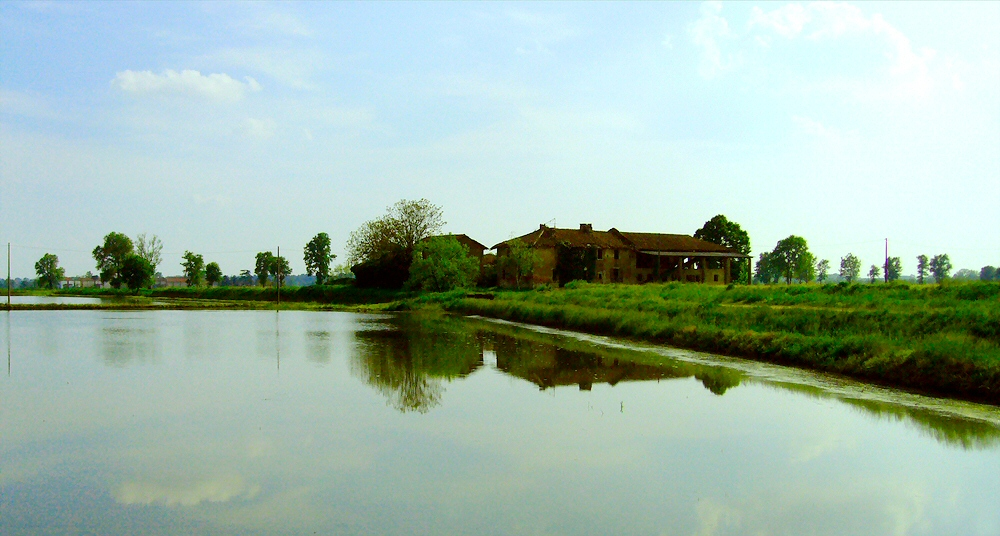
Rizière inondée aux environs de Vigevano.

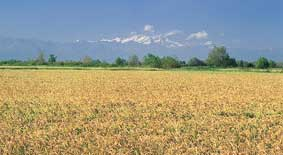
Rizière à maturité à Desana, province de Verceil.

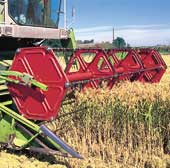
Dotée d’une large mécanique de coupe et de battage, cette moissonneuse coupe une rizière au rythme d’un hectare par heure.

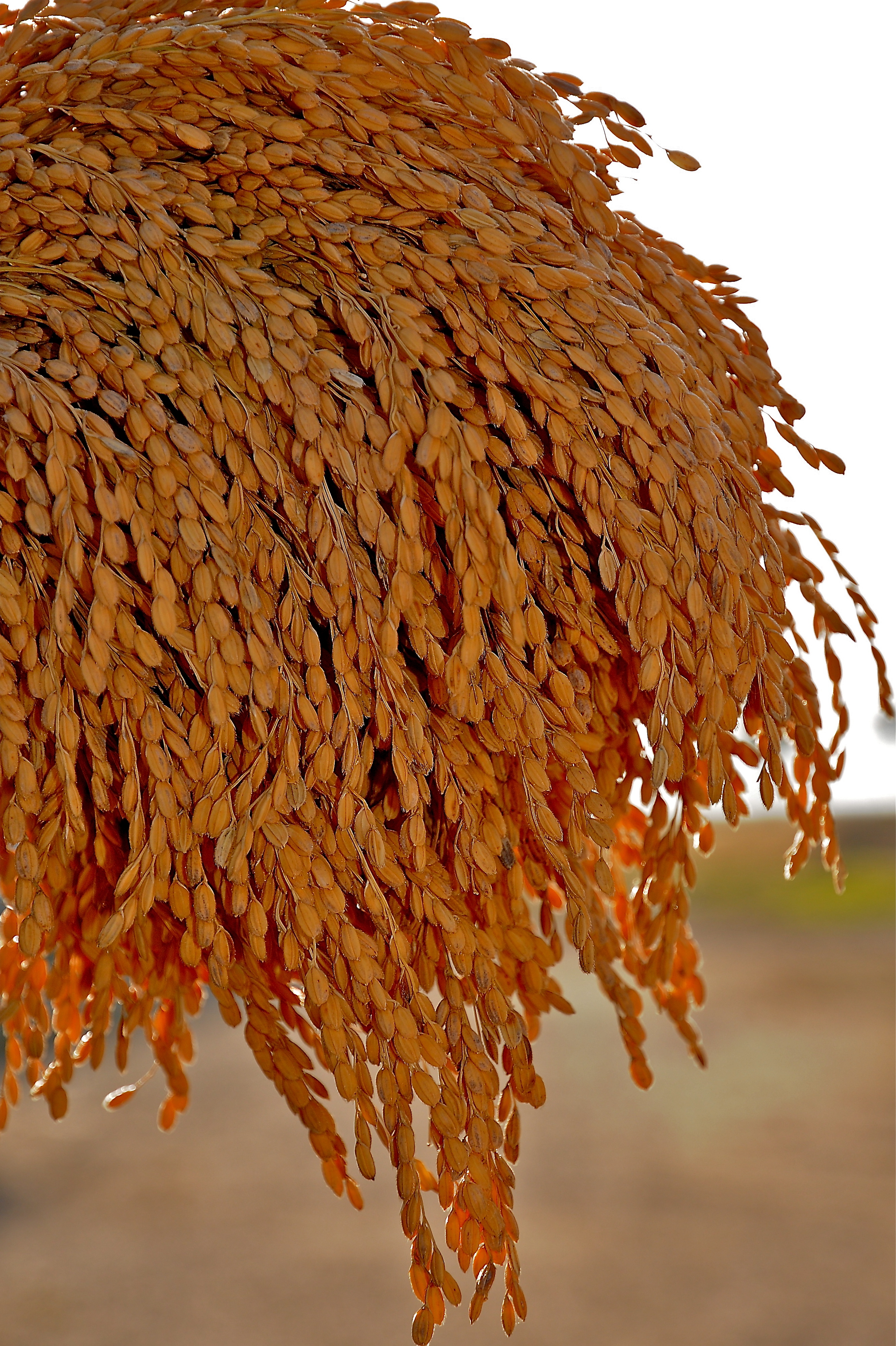
Variété de riz Maratelli - le plus ancien d'Italie.

En Italie la culture du riz est concentrée principalement dans une zone limitée de la plaine du Pô comprise entre le Pô et les Préalpes qui s'étend aux provinces de Pavie (surtout la Lomelline) et Milan en Lombardie et aux provinces de Novare et Verceil dans le Piémont. D'autres importantes zones de production se trouvent dans les provinces de Ferrare, Vérone et Mantoue et en Sardaigne où les rizières sont présentes dans la plaine campidanese près d'Oristano. Dans le passé, la culture du riz était également répandue plus à l'est, dans les basses plaines bolonaise et ferrarese ; les zones de meilleures productions étaient situées entre Molinella et Argenta et dans les Valli del Mezzano.
Les rizières couvrent la majorité des surfaces cultivables. Leur agencement, dessiné par Léonard de Vinci, permet une exploitation intensive.
Qu’il s’agisse de la culture en terrasses, ou  en grandes plaines, une chose reste commune : grâce à des digues de 40 à 60 cm, les riziculteurs assurent un niveau d’eau d’environ 10 cm dont la céréale a besoin pour se développer normalement de la semence à la récolte. Cette technique de culture a donné les dénominations « riz d’irrigation » ou « riz aquatique ». C'est le type de culture le plus répandu et le plus intensif. Environ les trois quarts de la production de riz proviennent de cet écosystème. Avec des méthodes de travail traditionnelles, un hectare produit environ 2 tonnes. Dans les pays industrialisés, ce chiffre peut jusqu’à tripler.
Dans la plaine du Pô, la plus vaste région de riziculture d’Europe, les rizières « traditionnelles » sont recouvertes d’eau, d’une teinte allant du vert tendre à un jaune éclatant, suivant le stade des cultures. Les champs sont quadrillés d’un réseau de canaux. L’un d’eux, alimenté par le Pô et conduisant vers les plaines fertiles du nord-ouest de Verceil et de Novare, est le Canale Cavour, ouvrage important et célèbre portant le nom de l’homme d’État italien, Camillo Benso, comte de Cavour.
On rencontre aujourd’hui encore, de manière isolée, les cascines, de grandes fermes datant des débuts de la riziculture, qui formaient une sorte de village avec une église, un cimetière et une osteria. De nombreuses familles habitaient ces constructions, bâties pour faire face aux exigences très importantes de la riziculture qui ne cessait, à l’époque, de croître. Les cascine se développèrent et furent fortement encouragées, dès le début du XIIe siècle, par les moines cisterciens, fondateurs de communautés plus ou moins vastes dans la région.
Les chevaux de trait, les mondine, les moissonneurs et les moissonneuses qui fauchaient les épis de riz mur ont disparu des champs. Aujourd'hui, dans les champs, grondent les machines agricoles.
L’Italie est depuis longtemps un des plus grands producteurs de riz d’Europe. Pour cela, il faut savoir produire de manière rationnelle, ce qui requiert un parc de machines important et moderne. Car chaque étape – labourer, herser, niveler, semer, moissonner, battre ou sécher le grain – nécessite des machines appropriées. Pour travailler sur des sols marécageux, par exemple, il faut employer des tracteurs munis de roues dentées spéciales, qui ressemblent à d’énormes disques en métal de 20 cm d’épaisseur. De petites exploitations se sont spécialisées dans la production de semences de première qualité qu’ils vendent aux riziculteurs dans des sacs de 500 kg. Avant les semailles, les grains sont plongés environ deux jours dans de l’eau courante propre pour qu’ils gonflent, comme dans la culture traditionnelle. Ainsi, les grains de semence coulent directement au fond des champs inondés.

## Culture

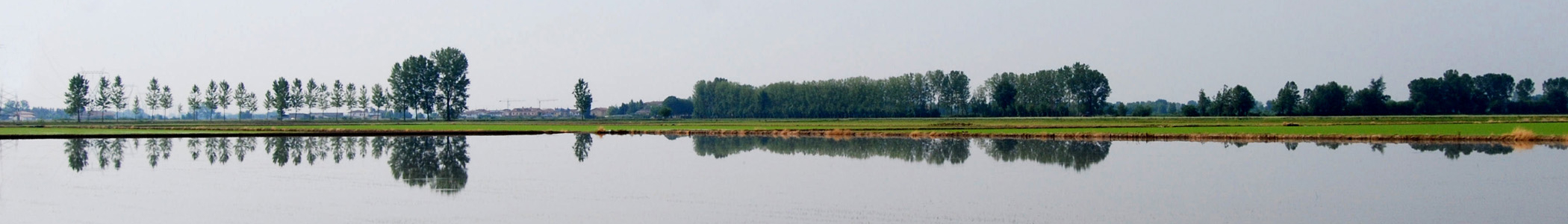
Rizière inondée aux environs de Mantoue

En Italie, comme en Espagne et en France, on cultive diverses variétés de japonica (grains mi-longs et ronds). Le riz brut ou riz paddy (nom international), riso greggio en Italie, est séché à un degré d’humidité de 12 à 14 pour cent pour éviter tout problème lors du traitement ultérieur. À un degré d’humidité supérieur, il commence à fermenter et se détériore.
La culture du riz commence par la préparation des rizières. L'opération débute par le labourage, sur une faible profondeur, pour aérer le sol rendu compact par les submersions précédentes. Vient ensuite le hersage pour émietter la terre, suivi par une première fertilisation. L'ensemencement se déroule au printemps (avril - mai), à l'aide d'un semoir ; pour éviter que la graine ne flotte, elle doit préalablement être trempée. Les semailles se font à la volée, par des moyens mécaniques, dans les rizières inondées (ou rizières submergées). Le terrain des rizières, parfaitement nivelé, est divisé en bassins peu profonds appelés camere (chambres), au moyen de petites levées de terre hautes de 30 à 40 cm. Les camere sont inondées et après quelques jours suivent les semailles du riz.
Le désherbage est une phase essentielle parce que les algues et les mauvaises herbes poussent rapidement. Cette opération est réalisée à plusieurs reprises, avant et après le semis, au début de l'été et au moment de l'assèchement de la rizière, avec des désherbants chimiques. Le repiquage des plantules de riz cultivées en pépinière, qui était autrefois préféré à l'ensemencement à la volée, a été quasiment partout abandonné à cause du manque de main-d'œuvre. On trouve aussi dans les zones rizicoles lombardes l'emploi de la technique de semailles à sec. Les épis de riz arrivent à maturation en septembre. Ils sont alors moissonnés au moyen d'une moissonneuse-batteuse qui permet de réaliser les deux opérations de moissonnage et de battage.

## Préparation
Le caryopse du riz tout juste récolté est appelé risone ou riso grezzo (riz grège) ou riso vestito (riz en paille ou vêtu, i.e. glumacé, encore revêtu du péricarpe). Le risone est rendu comestible par une suite d'opérations réalisées par l'industrie rizicole. Le nettoyage sépare les grains et les impuretés. Le décorticage est réalisé au moyen de deux disques abrasifs tournant en sens contraire et positionnés de manière à détacher les glumelles sans entamer l'embryon. Les glumelles forment la balle. L'opération donne le riso sbramato, utilisé dans la fabrication de la bière. Le blanchiment est un passage entre deux cônes gigognes dont la surface dépolie ôte les résidus de glumelle. Trois à quatre passages fournissent le riso raffinato (riz raffiné) dit semi-travaillé ou mercantile. Le glaçage fournit le riso comolino e oleato (riz huilé) qui s'obtient en huilant la surface du riz raffiné avec de l'huile de lin ou de la vaseline. Le riso brillato (riz poli), blanc, brillant et translucide est obtenu par une suite de préparations avec du talc et du glucose. C'est le riz utilisé dans l'alimentation humaine.

## Négoce
La plus importante bourse du riz se trouve à Verceil. La ville est en effet la « capitale du riz » en Italie. Elle doit sa suprématie essentiellement à sa position géographique, au centre de la zone qui, de 1860 à 1866, grâce à la construction du Canale Cavour, a vu sa transformation en l'une des plus importantes régions de culture du riz et en l'une des régions agricoles parmi les plus riches et les plus technologiquement avancées d'Italie. La bourse du riz, baromètre tant de la commercialisation du riz que de la tendance économique de la région, étroitement connectée au marché rizicole, est ouverte le mardi et le vendredi matin. S'y rencontrent les producteurs de toutes les régions. On y discute de politique, des prix, des taxes, du temps, des récoltes, etc.
L'ora della verità « sonne » au premier étage de la bourse, où se trouve un « mini moulin du riz ». C'est là que sont prélevés exactement 100 g d'échantillon du riso greggio livré. Nettoyé, décortiqué, blanchi et apparié, avec l'équipement approprié, en fonction de son épaisseur et de sa longueur, ils donnent un « produit » d'environ 70 à 75 g. Exprimé en pourcentage, ce poids représente le rendement net par type de riz.
Mais pour les échantillons de riz, l'examen décisif est la sévère expertise de l'acheteur qui fait couler indéfiniment le riz entre ses doigt, fait rouler la céréale entre le pouce et l'index, fouine dans les petits tas à la recherche de grains à la forme ou à la couleur carencée. Après cet examen approfondi arrive le moment le plus important : la négociation du prix. C'est là que vont être fixés les prix moyens des différentes variétés de riz. Chaque mardi, un comité d'experts procède à une vérification et à leur approbation comme prix indicatifs pour le riz italien.

## Dénominations et indications protégées
En Italie, trois territoires rizicoles sont protégés par des labels de qualités européens:
- Riso di Baraggia Biellese e Vercellese DOP
- Riso del Delta del Po IGP
- Riso Nano Vialone Veronese  IGP
- Riso Maratelli

### Presidio Slow Food
Dans la province de Vicence, à Grumolo, le riz introduit par les religieuses bénédictines se cultivait déjà depuis le Cinquecento. En raison de son caractère culinaire exceptionnel (par exemple avec le risotto) le Presidio souhaite sauvegarder et encourager la reprise de la culture de l'excellent  vialone nano  sous la dénomination de Riso di Grumolo delle Abbadesse (it).

### Sources
- (it) Cet article est partiellement ou en totalité issu de l’article de Wikipédia en italien intitulé « Risaia » (voir la liste des auteurs).

- (it) Cet article est partiellement ou en totalité issu de l’article de Wikipédia en italien intitulé « Risicoltura » (voir la liste des auteurs).

- (it) Cet article est partiellement ou en totalité issu de l’article de Wikipédia en italien intitulé « Commercio del riso » (voir la liste des auteurs).
- Site de la Commission Européenne
- (it) Site de la Fondation Slow Food pour la biodiversité